# Sokak
 Ovo je članak o pojmu uske ulice. Za druga značenja pogledajte Suk (trgovačka četvrt).
Sokak je turska riječ (od arapskog: زُقَاق‎ – zuqāq) koja doslovno znači ulica.
Danas se pod tim terminom podrazumjeva uska, krivudava uličica u orijentalnim naseljima, najčešće popločena kaldrmom.
Ćorsokak je naziv za slijepu ulicu, ali se često koristi kao metafora za bezizlaznu situaciju.

## Vanjske poveznice
- Sokak (hrv.)